# Pierre Séguier (1504-1580)
Pour les articles homonymes, voir Séguier.
Pierre Séguier (1504-1580), avocat général au parlement de Paris, puis président à mortier au parlement de Paris (1554), était le grand-père du chancelier Séguier, duc de Villemor.

## Biographie
Pierre Séguier, appelé aussi Pierre Ier Séguier, devient avocat à la Cour des aides en 1535. Il est ensuite avocat au Parlement de Paris en 1550 et Président à mortier en 1554 (il prête serment le 30 juin 1554). C'est en 1555 qu'il s'oppose à l'édit introduisant l'Inquisition en France. Sa descendance, composée de nombreux hommes de loi, a formé l'une des plus puissantes familles de robe de l'Ancien Régime.
Pierre Séguier fut aussi seigneur de Sorel, L'Étang-la-Ville, Autry (Vieux-Château), Saint-Brisson, La Verrière, et bailli de Saint-Denis. Chancelier de la reine Eléonore, il épouse Louise Boudet de La Bouillie en 1532, avec laquelle il aura un fils, Jean Séguier (?-1596), qui donnera naissance avec son épouse Marie Tudert au chancelier Séguier.
Son autre fils, Pierre II Séguier, mort en 1602, épousa Marie du Tillet, fille de Jean du Tillet, greffier au parlement de Paris et historien.
Pierre Ier Séguier fut inhumé dans la chapelle Saint-Antoine de l'église Saint-André-des-Arts à Paris.